# Palazzo della Pantanella

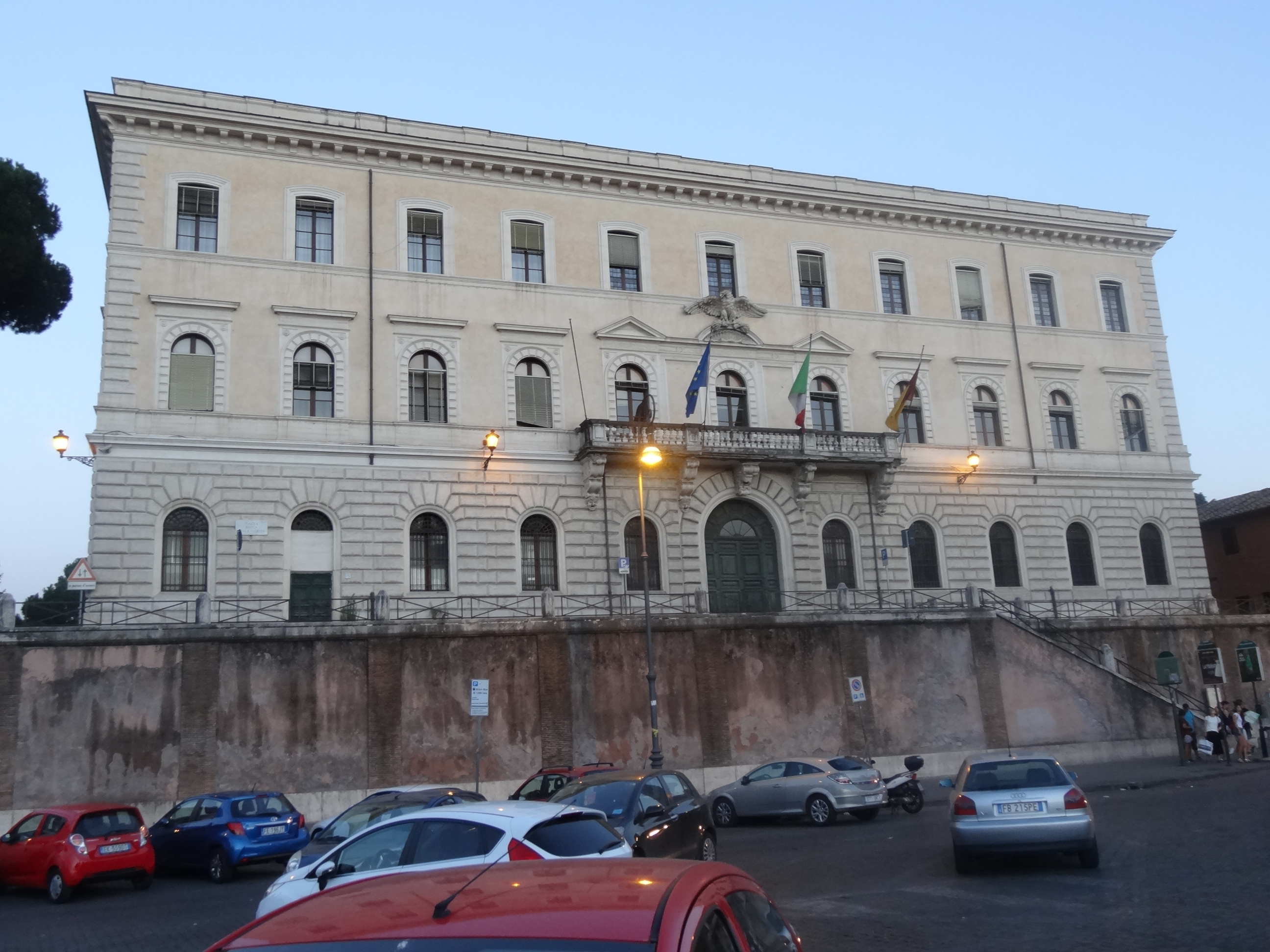
Vista do palácio na Piazza della Bocca della Verità.

Palazzo della Pantanella é um palácio localizado na Via dei Cerchi, no rione Ripa de Roma, de frente para a Piazza della Bocca della Verità.

## História
O palácio foi construído entre 1878 e 1881 por Pio Scarselli e por ordem de Michelangelo Pantanella para abrigar escritórios e os fornos da "Società dei Molini e Pastificio Pantanella", a primeira fábrica de Roma. Na época, todo o vale do Circo Máximo ainda era sede de vários estabelecimentos industriais, incluindo uma fábrica de gás, graças ao vasto espaço plano disponível, à disponibilidade de água e à proximidade do Tibre.

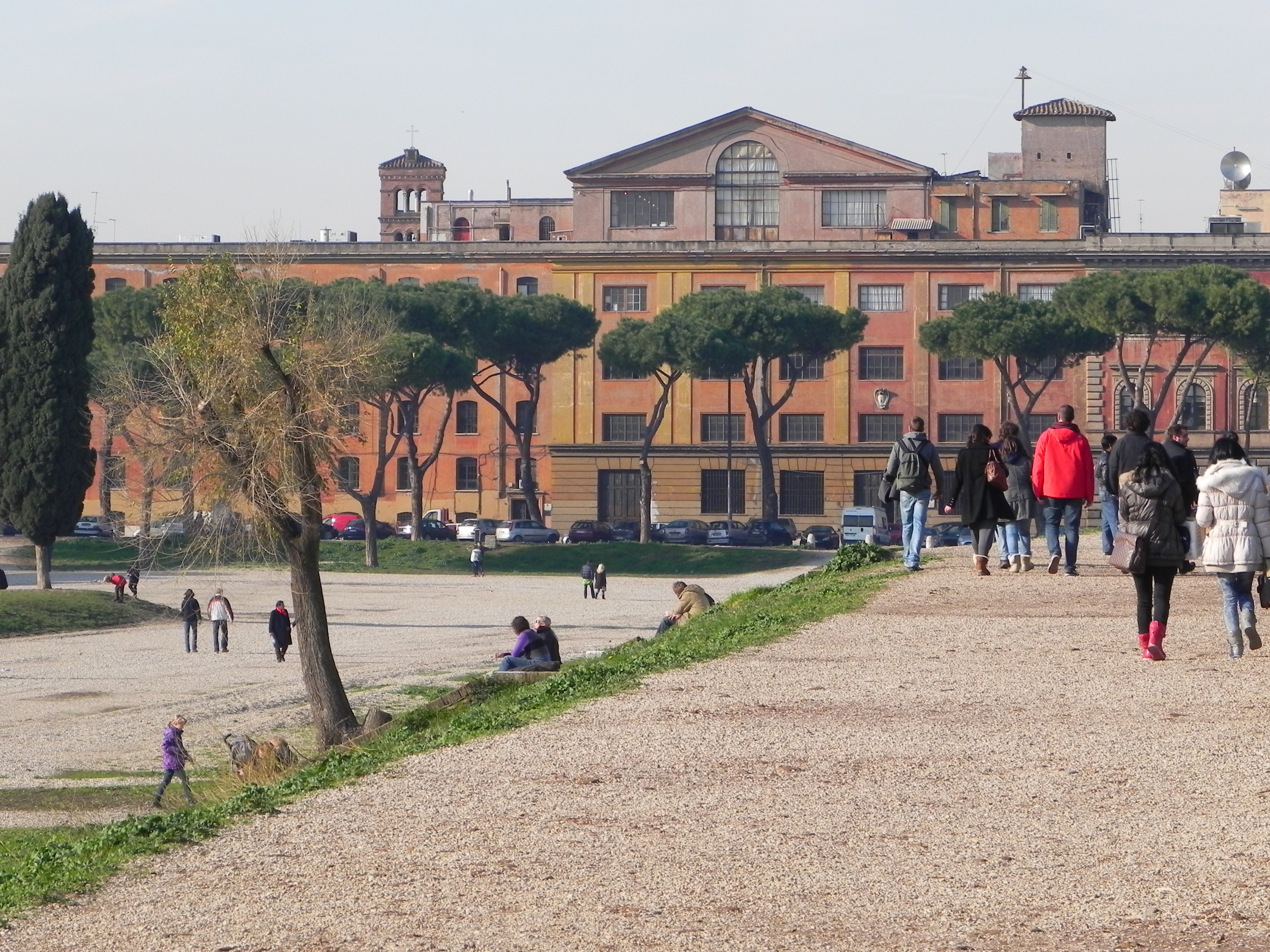
Fachada de frente para o Circo Máximo.

Em 1929, a Pantanella, na época propriedade da Società dei Molini e Magazzini Generali di Roma e refundada como "Società molini e pastificio Pantanella", se transferiu para o novo Pastificio Pantanella na Via Casilina, perto da Porta Maggiore. A implantação da Via dei Cerchi passou por grandes obras de demolição e re-sistematização da zona entre o Campidoglio, o monte Aventino e a Ponte Testaccio, que incluíram, entre outras coisas, a liberação da região Circo Máximo dos edifícios industriais e a recuperação dos edifícios existentes; durante estas obras foi redescoberto o amplo Mitreu do Circo Máximo (conhecido como "Mitreu Pantanella"). Nesta época, a sede da Pantanella foi reestruturada para receber a sede do Museo della città di Roma, inaugurado em 21 de abril de 1930.
Em 1939, depois de menos de uma década, o museu foi fechado por causa da Segunda Guerra Mundial. Em 1952, o acervo foi transferido para o Palazzo Braschi. Atualmente, o edifício principal abriga escritórios da Comuna de Roma, enquanto que os grandes depósitos laterais, de frente para o Circo Máximo, abrigam, já desde os anos 30 do século XX, a Fondazione del Teatro dell'Opera di Roma, onde eram criados os cenários das peças e se conservam mais de 60 000 peças de roupa.
Nos anos 1970, assim como a maioria das fábricas romanas, a Pantanella faliu e, depois de um período de abandono e deterioração, a grande propriedade foi adquirida pela Acqua Pia Antica Marcia, que o reestruturou e o transformou para uso comercial e residencial.